# Дейла, Ингвильд
Ингвильд Дейла (норв. Ingvild Deila; род. 18 января 1987) — норвежская актриса.

## Биография
В позднем подростковом возрасте Дейла отправилась в Великобританию, чтобы учиться на степень магистра в области средств массовой информации в целях развития и социальных изменений. Но после окончания она сосредоточила внимание на фильмах. С тех пор она играет ведущие роли в ряде художественных и короткометражных фильмов, спектаклей, музыкальных клипов и рекламных роликов.
В 2016 году Дейла сыграла молодую Принцессу Лею в фильме «Изгой-один» из саги «Звёздные войны». Так как действие фильма разворачивается до фильма «Звёздные войны. Эпизод IV: Новая надежда», который был выпущен в 1977 году, на лицо Дейлы, с помощью CGI, было добавлено лицо молодой Кэрри Фишер. В дополнение была использована архивная аудиозапись голоса Кэрри Фишер, где она говорит: «Надежда».
У Дейлы также была небольшая роль в фильме 2015 года «Мстители: Эра Альтрона».

## Фильмография
| Год  |     | Русское название                    | Оригинальное название        | Роль                 |
| ---- | --- | ----------------------------------- | ---------------------------- | -------------------- |
| 2014 | кор | —                                   | Soror                        | художница            |
| 2014 | кор | —                                   | Indestructible               | Дженни Адамс         |
| 2014 | ф   | —                                   | This Is Not Happening        | Анна                 |
| 2014 | кор | —                                   | Hills/Åser                   | Суби                 |
| 2015 | ф   | Мстители: Эра Альтрона              | Avengers: Age of Ultron      | эпизодическая роль   |
| 2015 | кор | —                                   | Yayo                         | Дженнифер            |
| 2015 | кор | Круги                               | Cropped                      | Хельга               |
| 2015 | кор | —                                   | Killer Bird                  | Андреа               |
| 2015 | кор | —                                   | Lady Mercy                   | леди                 |
| 2015 | кор | —                                   | Hippopotamus                 | Руби Энн Уоттз       |
| 2016 | кор | —                                   | The Kindness of Strangers    | убегающая девушка    |
| 2016 | ф   | Изгой-один. Звёздные войны: Истории | Rogue One: A Star Wars Story | принцесса Лея Органа |
| 2016 | кор | —                                   | Run                          | девушка              |
| 2017 | кор | —                                   | Punch Bag                    | Наоми                |
| 2018 | кор | —                                   | The Inner                    | Моргана              |
| 2018 | с   | —                                   | Relationshit                 | Зои                  |
| 2019 | ки  | —                                   | Dance of Death: Du Lac & Fey | животные             |